# 马蜂橙
马蜂橙（学名：Citrus macroptera var. kerrii）为芸香科柑橘属下的一个变种。